# Iltigario
Iltigario (in latino Hiltigarius; ... – 814) fu vescovo di Trento tra l'802 e l'814. Fu il primo vescovo tridentino ad essere di origine germanica, probabilmente franca, come lascia intuire il suo nome, che ricorda quello di Ildegarda, moglie di Carlo Magno. In alcune fonti il suo nome è invece Volderico (Voldericus).
Storicamente, è ricordato per una serie di lavori di restauro nella basilica paleocristiana di San Vigilio, che forse proprio sotto il suo episcopato avrebbe sottratto il ruolo di cattedrale alla chiesa di Santa Maria Maggiore.